# Списък на починалите по години
Това е списък на известни смъртни случаи, организиран по години. Статиите за нови смъртни случаи се добавятдобавят към съответния месец (напр.:  Починали през Юни 2016 г.), а след това и тук.

## 2010
- Починали през 2016 година